# Cantonul Brienne-le-Château
Cantonul Brienne-le-Château este un canton din arondismentul Bar-sur-Aube, departamentul Aube, regiunea Champagne-Ardenne, Franța.

## Comune
| Comune                       | Populație (1999) | Cod poștal | Cod INSEE |
| ---------------------------- | ---------------- | ---------- | --------- |
| Bétignicourt                 | 31               | 10500      | 10044     |
| Blaincourt-sur-Aube          | 95               | 10500      | 10046     |
| Blignicourt                  | 53               | 10500      | 10047     |
| Brienne-la-Vieille           | 443              | 10500      | 10063     |
| Brienne-le-Château           | 3 292            | 10500      | 10064     |
| Courcelles-sur-Voire         | 34               | 10500      | 10105     |
| Dienville                    | 790              | 10500      | 10123     |
| Épagne                       | 110              | 10500      | 10138     |
| Hampigny                     | 253              | 10500      | 10171     |
| Lassicourt                   | 49               | 10500      | 10189     |
| Lesmont                      | 351              | 10500      | 10193     |
| Maizières-lès-Brienne        | 156              | 10500      | 10221     |
| Mathaux                      | 224              | 10500      | 10228     |
| Molins-sur-Aube              | 109              | 10500      | 10243     |
| Pel-et-Der                   | 148              | 10500      | 10283     |
| Perthes-lès-Brienne          | 70               | 10500      | 10285     |
| Précy-Notre-Dame             | 79               | 10500      | 10303     |
| Précy-Saint-Martin           | 213              | 10500      | 10304     |
| Radonvilliers                | 380              | 10500      | 10313     |
| Rances                       | 47               | 10500      | 10315     |
| Rosnay-l'Hôpital             | 215              | 10500      | 10326     |
| Saint-Christophe-Dodinicourt | 37               | 10500      | 10337     |
| Saint-Léger-sous-Brienne     | 384              | 10500      | 10345     |
| Vallentigny                  | 204              | 10500      | 10393     |
| Yèvres-le-Petit              | 72               | 10500      | 10445     |